# Cupido scioccherello
Cupido scioccherello (The Stupid Cupid) è un film del 1944 diretto da Frank Tashlin. È un cortometraggio d'animazione della serie Looney Tunes, prodotto dalla Warner Bros. e uscito negli Stati Uniti il 25 novembre 1944. In questo cortometraggio, Taddeo (o meglio, il personaggio da lui interpretato) non ha dialoghi ma ride soltanto, così a Mel Blanc fu chiesto di sostituire il suo doppiatore Arthur Q. Bryan imitandone la risata. Dal 1996 viene distribuito col titolo Lo stupido Cupido.

## Trama
Cupido (interpretato da Taddeo) vola su una fattoria tirando frecce a degli animali, così che si innamorino di una femmina della loro specie (colpisce però anche un cane che si innamora del gatto che stava inseguendo, portando il felino a suicidarsi). Cerca quindi di colpire Daffy Duck mentre fa il bagno in una vasca d'acqua, ma il papero si lamenta dell'ultima volta che è stato colpito, poiché si era sposato ed era diventato padre di molti anatroccoli, e caccia Cupido in malo modo. Deciso a non mollare, Cupido colpisce spara una freccia gigante a Daffy, che si innamora della gallina Emily. Il gallo marito di Emily affronta furiosamente Daffy, che si scusa ripetutamente con entrambi. Il gallo lascia quindi andare Daffy, ma Cupido lo colpisce di nuovo inducendolo a baciare Emily frapponendosi tra lei e il gallo.

## Distribuzione

### Edizione italiana
Il corto fu doppiato in italiano alla fine degli anni novanta dalla Time Out Cin.ca per la trasmissione televisiva. Non essendo stata registrata una colonna sonora senza dialoghi, nelle scene parlate la musica fu sostituita e la canzone cantata da Daffy rimane in inglese.